# Sutera
Sutera is een gemeente in de Italiaanse provincie Caltanissetta (regio Sicilië) en telt 1649 inwoners (31-12-2004). De oppervlakte bedraagt 35,5 km², de bevolkingsdichtheid is 46 inwoners per km².

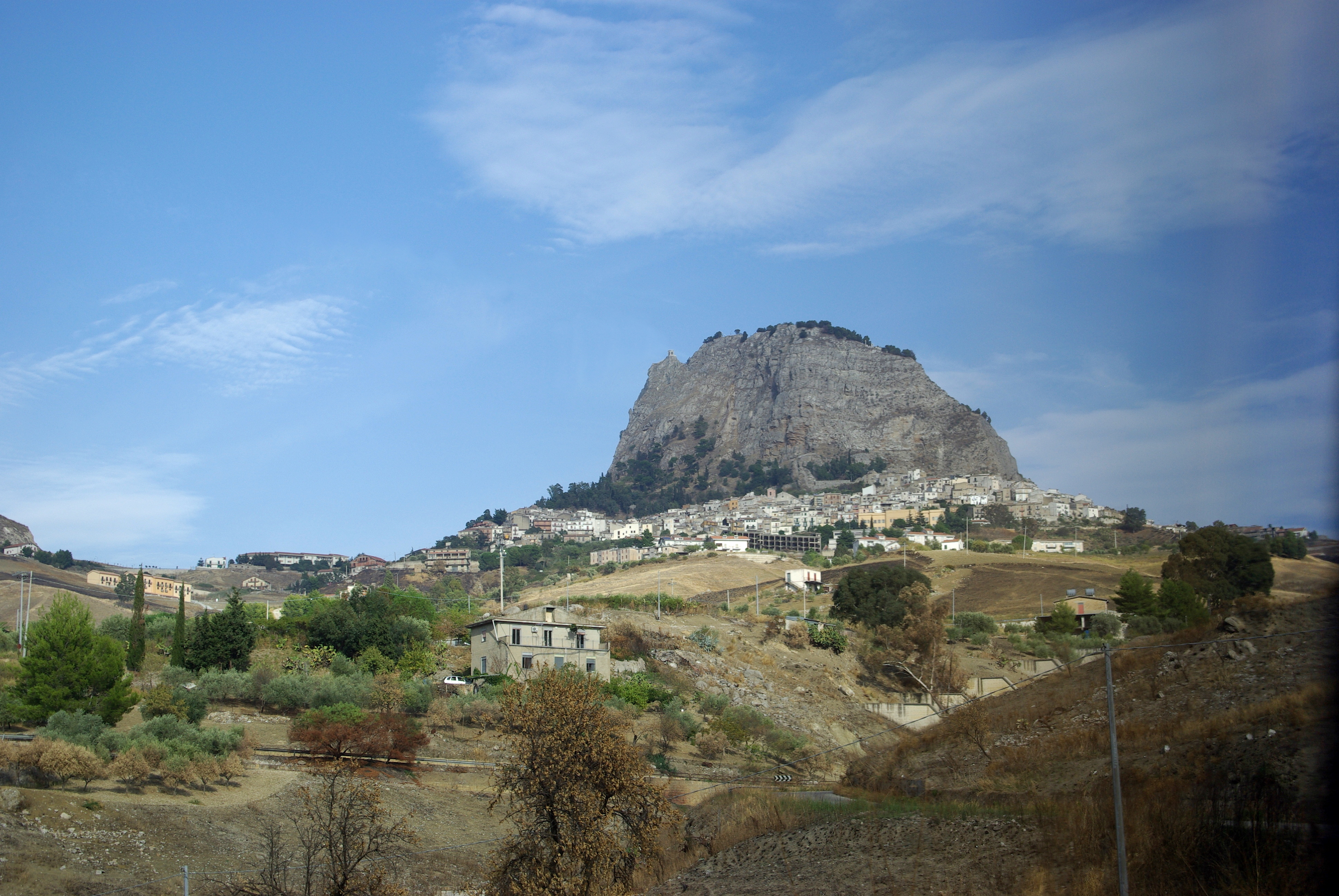
Sutera
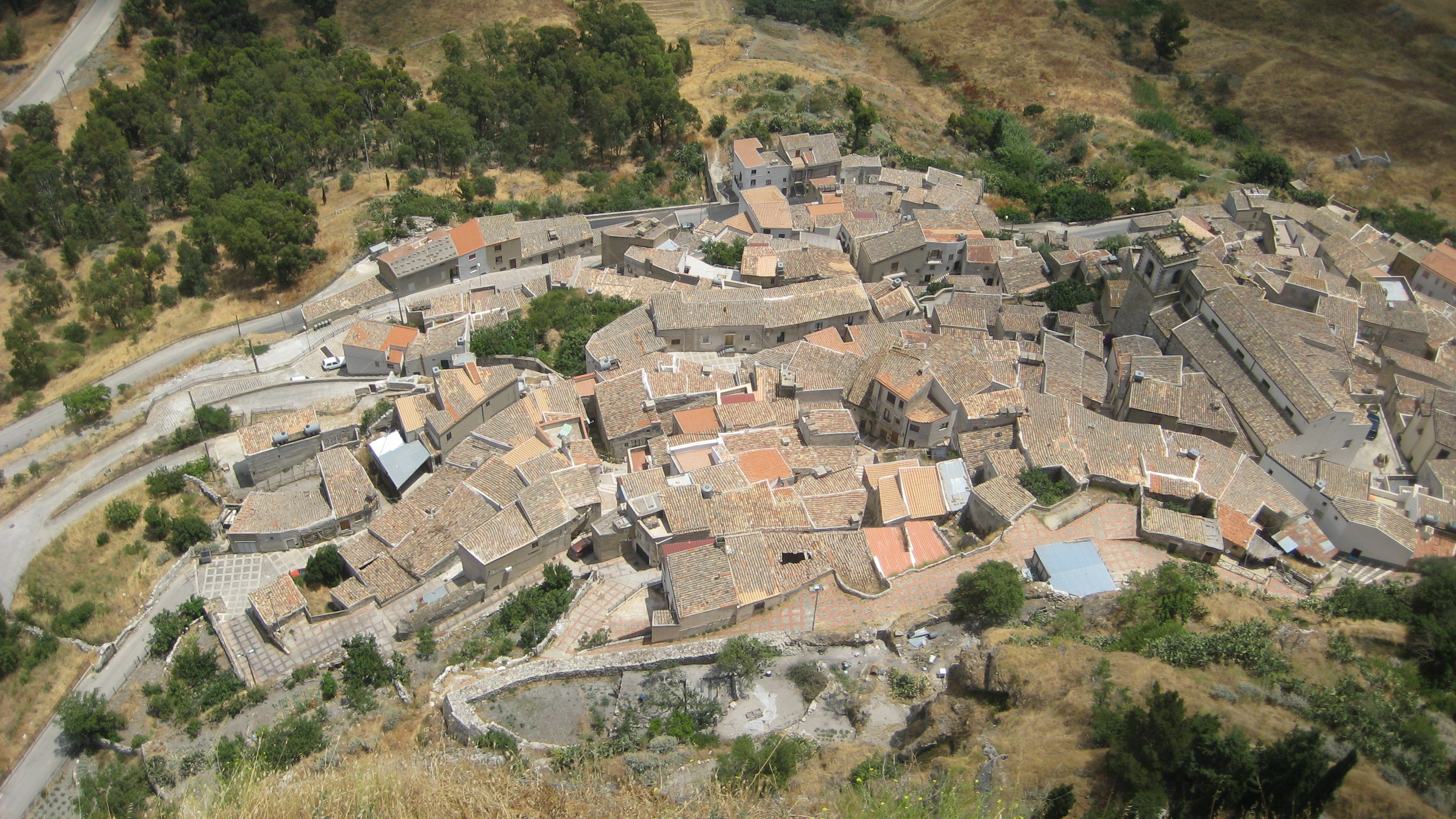
Rabato bij Sutera

## Demografie
Sutera telt ongeveer 714 huishoudens. Het aantal inwoners daalde in de periode 1991-2001 met 18,4% volgens cijfers uit de tienjaarlijkse volkstellingen van ISTAT.
| Jaar | Inwoneraantal |
| ---- | ------------- |
| 1991 | 2010          |
| 2001 | 1641          |

## Geografie
De gemeente ligt op ongeveer 590 m boven zeeniveau.
Sutera grenst aan de volgende gemeenten: Acquaviva Platani, Bompensiere, Campofranco, Casteltermini (AG), Milena, Mussomeli.
Sutera ligt op de eeuwenoude route Magna Via Francigena.